# Lucky Air

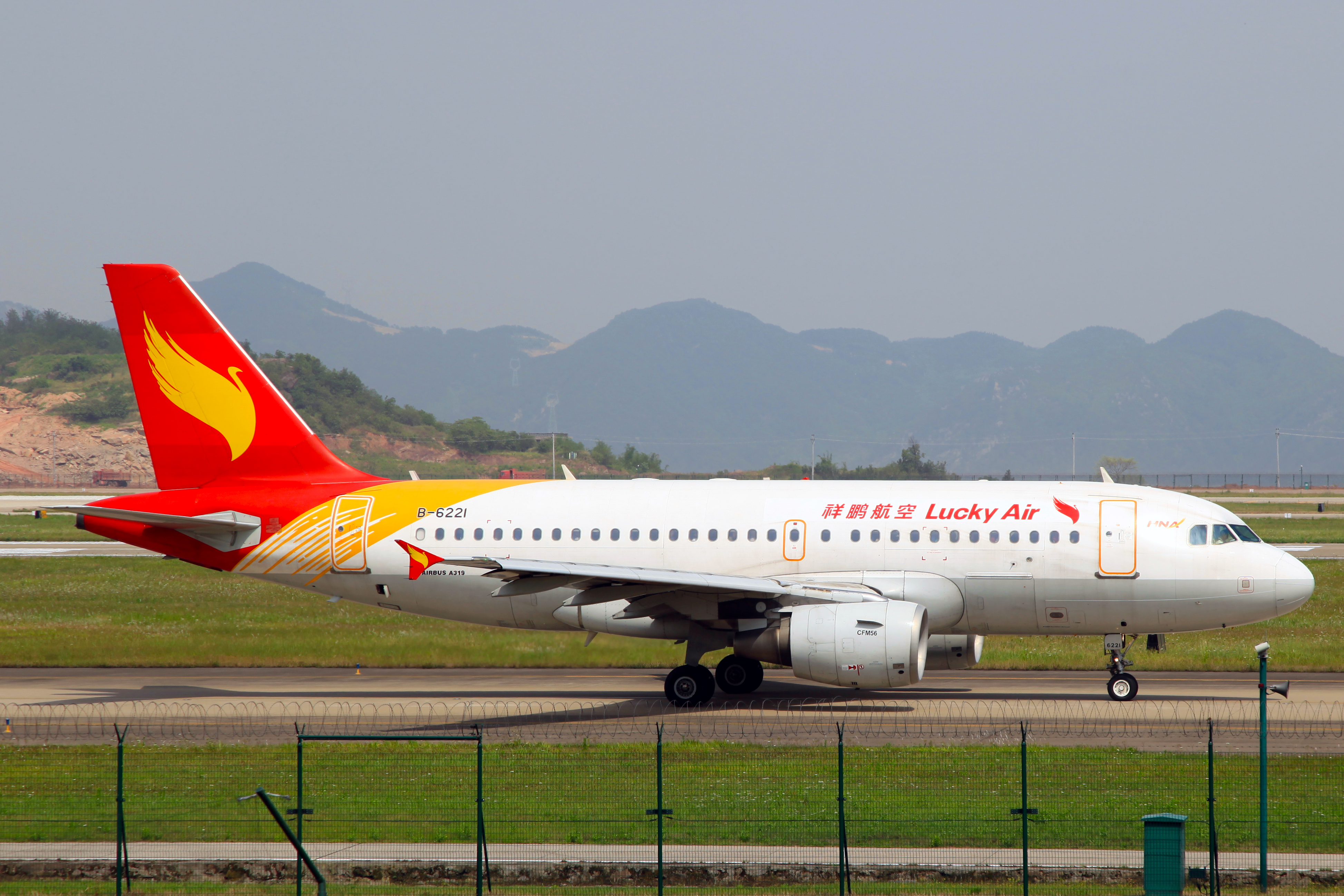
Airbus A319 авіакомпанії Lucky Air в міжнародному аеропорту Чунцин Цзянбей

Lucky Air (кит.: 祥鹏航空公司祥鹏航空公司) — китайська авіакомпанія зі штаб-квартирою в міському окрузі Куньмін (провінція Юньнань, КНР), що працює в сфері внутрішніх пасажирських перевезень. Дочірнє підприємство конгломерату HNA Group.
Портом приписки перевізника і його головним транзитним вузлом (хабом) є міжнародний аеропорт Куньмін Чаншуй.

## Історія
Авіакомпанія Shilin Airlines була заснована в липні 2004 року. Місяць магістральний перевізник Hainan Airlines профінансував 2,93 мільйона юанів в інтересах нової компанії і в цілях придбання трьох літаків Fairchild Dornier 328JET. Надалі афільована з магистралом Shanxi Airlines інвестувала на загальну суму 47,07 мільйона юанів, на дані кошти були замовлені лайнери виробництва корпорації Boeing, а також один літак de Havilland Canada Dash 8.
23 грудня 2005 року Shilin Airlines змінила офіційну назву на Lucky Air і 26 лютого наступного року почала операційну діяльність з обслуговування регулярного маршруту між містами Куньмін і Далі.
Lucky Air належить авіакомпанії Hainan Airlines, будучи частиною конгломерату HNA Group.

## Флот
В березні 2016 року повітряний флот авіакомпанії Lucky Air становили такі літаки середнім віком 7 років: